# Gagaku

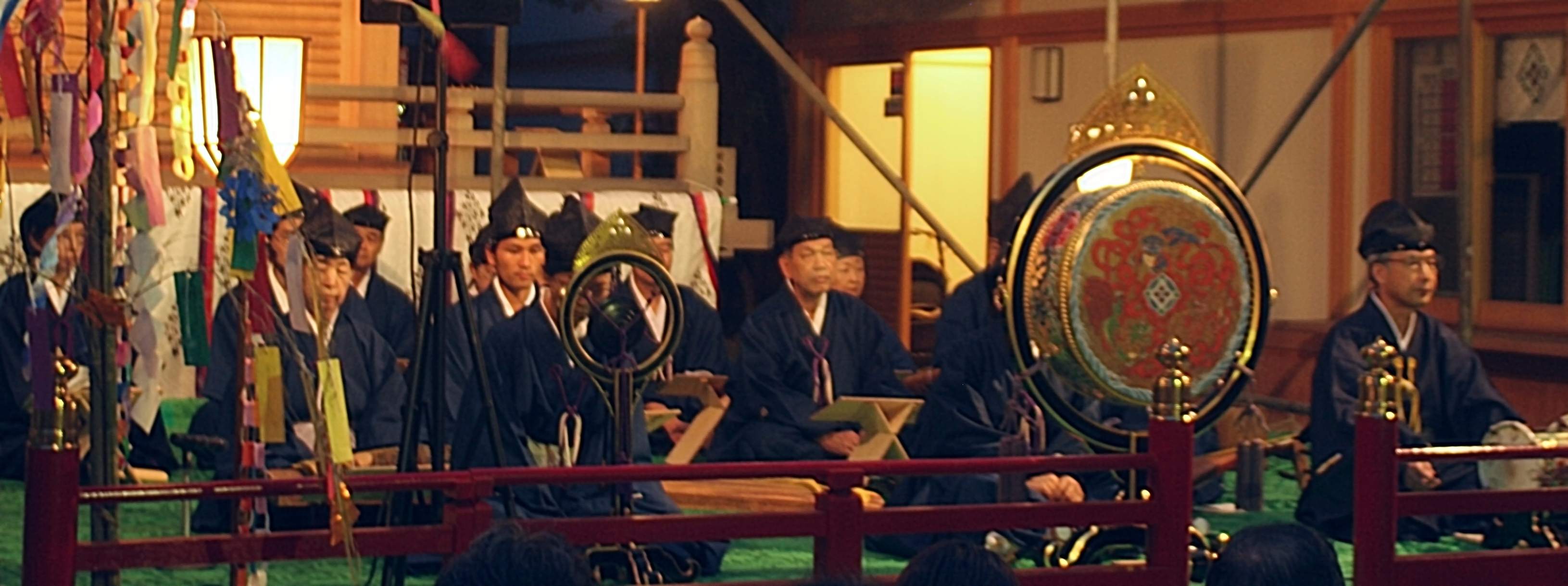
Orchestră gagaku

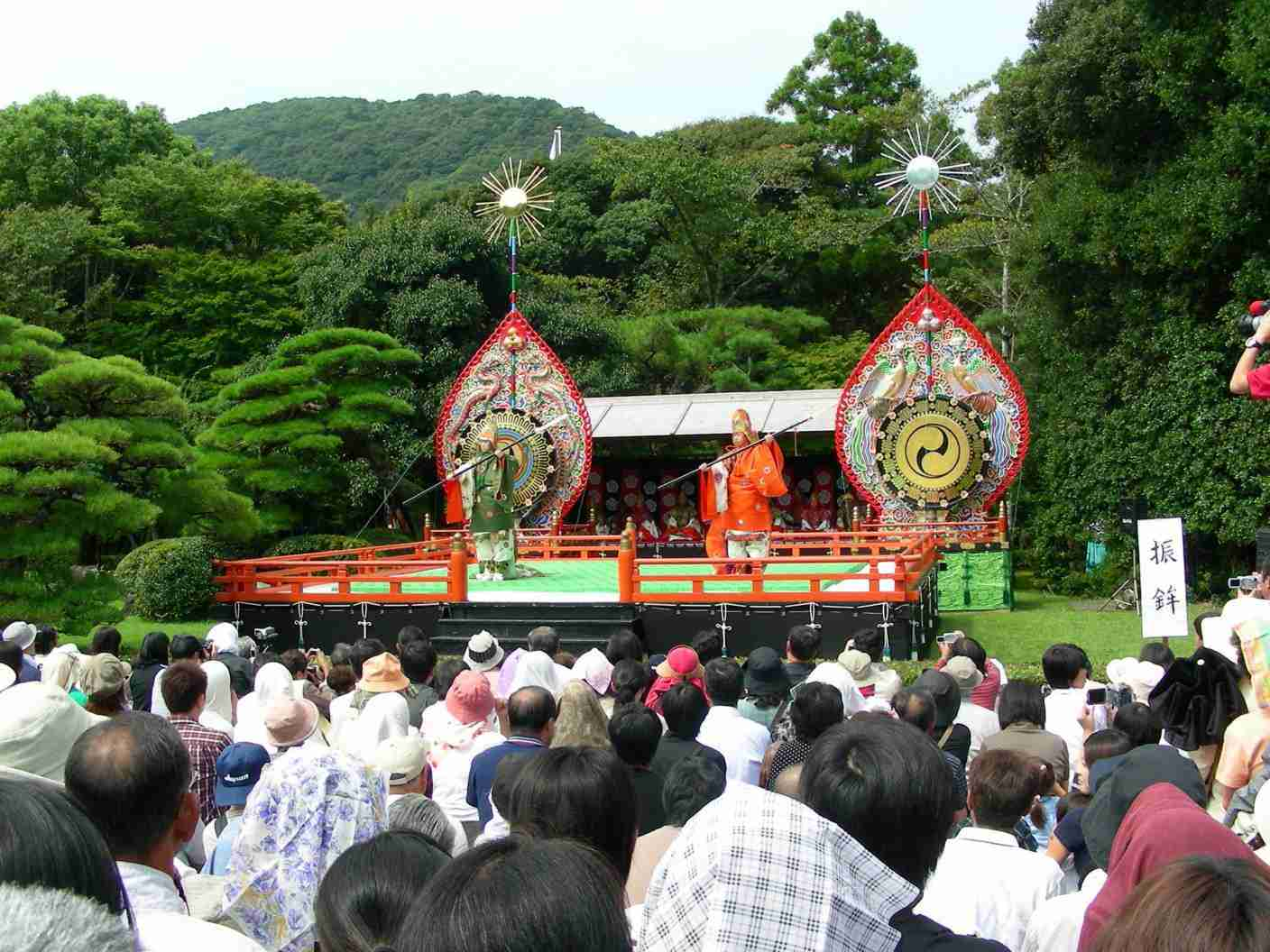
Bugaku (cele două tobe da-daiko în fundal)

Gagaku (雅楽 în japoneză) este muzica instrumentală de la curtea imperială japoneză. Când muzica este folosită ca acompaniament al unui dans, se cheamă "bugaku" (舞楽 în japoneză). Cuvântul "gagaku" înseamnă "muzică elegantă, rafinată".
Muzica gagaku poate fi împărțită în trei categorii:
- stilul care își are originile în muzica chinezească se numește tō-gaku și este cea mai mare categorie (având peste o sută de compoziții); când sunt interpretate doar pentru a fi ascultate se numesc kagen, iar dacă sunt folosite ca acompaniament pentru dans, se numesc bugaku.
- stilul care își are originile în muzica coreană se numește komagaku; sunt întotdeauna piese de acompaniament, deci sunt bugaku.
- stilul autohton japonez. Aici kagura (asociat cu ritualurile religiei șinto) și saibara (melodii foclorice japoneze transpuse în stilul elegant al muzicii de la curtea imperială) sunt principalele exponente.

## Istorie
Muzica gagaku își are începuturile în secolul al VI-lea, când a fost luată sub patronajul curții imperiale, dar sursele acestei muzici trebuie căutate în muzica din China, India și Coreea; ultima, se pare, fiind prima care a ajuns în Japonia (prin secolul al V-lea), dar prima se crede că a avut cea mai mare influență pentru dezvoltarea ulterioară a muzicii gagaku. Gagaku-ryō („Biroul de muzică imperială”) a fost înființat în 701, și era constituit în marea sa majoritate din muzicieni de la curtea Tang, plus mulți coreeni.
Pe la mijlocul perioadei Heian, muzica gagaku devenise foarte populară la curtea imperială. Nu numai că era considerată absolut necesară pentru ceremoniile care aveau loc acolo, dar nobilii înșiși învățau să cânte la instrumentele folosite în muzica gagaku.

## Instrumente
Muzica gagaku este primul gen de muzică japoneză semnificativă. La fel ca și muzica folosită în teatrul kabuki, folosește cele trei grupuri de instrumente de orchestră de bază: percuție, instumente cu coarde și instrumente de suflat.

### Instrumente de percuție
- da-daiko (două la număr) este o tobă extrem de mare.
- tsuri-daiko este toba standard.
- shoko este un gong.
- kakko este o tobă mică.
- san-no-tsuzumi este o tobă mai mare decât toba kakko, și este folosită în loc de kakko. Este în formă de clepsidră și își are originile în Coreea.

### Instrumente cu coarde
- wagon (numit și Yamato-goto) este un instrument orizontal cu 6 coarde.
- gaku-so (sau pur și simplu so) este un instrument orizontal cu 13 coarde.
- gaku-biwa (sau biwa) este un instrument care seamănă oarecum cu lăuta; are 4 coarde și 4 tastiere.

### Instrumente de suflat
- hichiriki este un fluier scurt, ținut vertical, cu două muștiucuri; este originar din China.
- kagura-bue (sau Yamato-bue) este un fluier orizontal, cu 6 găuri, făcut din bambus.
- ryuteki (sau yoko-bue) este un fluier orizontal cu 7 găuri, originar din China.
- koma-bue este un fluier orizontal, cu 6 găuri, originar din Coreea. Este cel mai mic dintre fluierele folosite în muzica gagaku.
- shō este poate cel mai exotic instrument gagaku, fiind un instrument compus din 17 fluiere care formează un cerc (două din fluiere sunt mute, ele fiind reținute doar pentru a completa forma de cerc a instrumentului). Se suflă într-o gaură de la baza instrumentului, se apasă pe diferite găuri și se obține un sunet polifonic (se pot obține 11 acorduri), care conform mitului ar imita cântatul păsării fenix. Predecesorul instrumentului, instrumentul chinezesc sheng se spune că ar fi cel mai vechi instrument din lume înrudit cu orga. Pentru a ține sunetul continuu, se folosește atât aerul de la inhalare cât și cel de la exalare.

Aceste instrumente se combină depinzând de stilul de muzică care este interpretat. De exemplu, pentru stilul Tō-gaku (唐楽)(muzica de curte cu rădăcini în muzica de curte chinezească și indiană) se folosesc 3 sho, 3 hichiriki, 3 ryuteki, 2 biwa, 2 gaku-so, și câte un kakko, shoko și taiko.
Muzica gagaku folosește cele 12 tonuri cromatice de bază, 2 game (ryo și ritsu), și 6 tonalități (3 ritsu și 3 ryo).
Există trei structuri ritmice de bază: nobe-byōshi (8 măsuri, pentru melodii lente), haya-byōshi (4 măsuri, pentru melodii cu tempo mediu) și ose-byōshi (2 măsuri, pentru melodii cu tempo rapid).